# Hobart (Nueva York)
Hobart es una villa ubicada en el condado de Delaware en el estado estadounidense de Nueva York. En el año 2000 tenía una población de 390 habitantes y una densidad poblacional de 295 personas por km².

## Geografía
Hobart se encuentra ubicada en las coordenadas 42°22′17″N 74°40′7″O / 42.37139, -74.66861.

## Demografía
Según la Oficina del Censo en 2000 los ingresos medios por hogar en la localidad eran de $39,375, y los ingresos medios por familia eran $42,500. Los hombres tenían unos ingresos medios de $25,893 frente a los $20,313 para las mujeres. La renta per cápita para la localidad era de $16,281. Alrededor del 17.6% de la población estaban por debajo del umbral de pobreza.